# 臺中市東區力行國民小學
臺中市東區力行國民小學（簡稱力行國小）是中華民國（台灣）臺中市東區的市立國民小學。力行少棒隊是多次代表國家參與世界賽的棒球隊。

## 校史
- 1955年8月1日，「臺中市成功國民學校力行分班」成立。
- 1957年5月1日，獨立設校成「臺中市東區力行國民學校」。
- 1968年8月1日實施九年國民教育，校名改為「臺中市東區力行國民小學」。
- 1988年7月1日，力行國小少棒隊成軍。
- 1990年7月，臺灣省政府教育廳指示力行國小為棒球重點發展學校。
- 1995年，力行館完工。8月，成立資源班（特殊教育）。
- 1998年，躲避球場、羽球場完工。
- 2000年9月，東棟教室施工完成，命名為力學樓。
- 2001年8月，成立幼稚園。
- 2008年12月，南棟教室落成啟用，命名為「敦品樓」。
- 2011年8月，午餐廚房整建完成啟用（公辦民營）。

## 棒球隊歷史
- 臺中市東區力行國民小學在台灣棒球維基館上的頁面（繁體中文）

- 1986年初，前台中市棒球委員會主委林哲雄，策劃成立力行少棒隊。
- 1988年7月1日，力行國小少棒隊成軍，由教練張振楠執掌兵符。10月，在全國第二屆國慶盃軟式少棒錦標賽奪得季軍、揚名全國。
- 1990年1月24日，少棒後援會成立。3月8日，力行少棒標準球場由教練率領選手親自建造完成。7月，在第一屆軟式少棒全國聯賽暨選拔賽中，奪得國內第一支冠軍龍旗，同時第一次獲得國家代表權。
- 1992年6月，奪得全國硬式少棒聯賽冠軍（第二支龍旗），並取得國家代表權。
- 1997年6月，全國軟式少棒聯賽暨IBA世界盃選拔賽中，三度勇奪龍旗及國家代表隊。
- 2005年6月，取得全國硬式聯賽冠軍。六月，再奪得謝國城盃全國少棒賽冠軍，第四度取得國家代表權。
- 2007年5月，第五度取得國家代表隊，挑戰亞太區桂冠。7月，為國家拿下睽違二年的亞太區冠軍，打進美國威廉波特世界少棒大賽，在準決賽敗在強敵日本隊，未能晉級。
- 2010年5月，勇奪2010全國少年棒球錦標賽冠軍，第六度成為國家代表隊。7月，取得亞太區代表資格；8月，在加州於四強交叉賽中敗於夏威夷代表，未能進入冠軍賽，最後取得PONY野馬級世界少棒錦標賽 （页面存档备份，存于）季軍。
- 2011年3月，以力行少棒隊臨時受命成軍，僅練習1個多月就奪得台灣首屆樂樂棒球國家代表隊，進軍亞洲賽，第七度成為國家代表隊。

## 歷任校長
1. 陳淇祥：1955年8月1日－1962年2月12日
  1. 施耿邨：1962年2月12日－1962年8月28日
2. 廖淑蓉：1962年8月28日－1973年2月20日
  1. 曾坤暘：1973年2月20日－1973年10月8日
3. 徐承達：1973年10月8日－1977年2月1日
  1. 楊昭奉：1977年2月1日－1977年3月15日
4. 陳火椿：1977年3月15日－1982年8月23日
5. 戴德乾：1982年8月23日－1992年2月8日
6. 王少熙：1992年2月8日－1996年3月1日
7. 許炳宣：1996年3月1日－2003年2月1日
8. 陳月雲：2003年2月1日－2008年8月1日
9. 謝偉成：2008年8月1日－2012年8月1日
10. 王財隱：2012年8月1日－2016年8月1日
11. 廖子成: 2016年8月1日－2023年8月1日
12. 聶台璋: 2023年8月1日-現在

## 校歌
```
春風化雨　旭日昇東 

書聲朗朗　響徹雲中 

身強體健氣如虹 

德 智 體 群 美　是所宗 

力行好兒童　為校爭光榮 

力行好兒童　為國爭光榮 
```

## 班級數
- 普通班：60班
- 資源班：2班
- 幼兒園：3班

## 空間概況
- 普通教室數：62間
- 專科教室數：11間
- 體育館：1座

## 學區
東區
- 東南里（第1─5、9、10、15─17、19－22鄰）
- 東勢里（第1─17鄰）
- 合作里

北區
- 建德里（第1-19鄰）
- 建成里（第6─9、17─36鄰）
- 金華里（第9─20鄰）
- 樂英里、錦村里（全里）

## 外部連結
- 臺中市東區力行國民小學 （页面存档备份，存于）